# 忠南 (フリゲート・2代)
忠南（チュンナム、朝鮮語: 충남、英語: ROKS Chungnam, FF-953）は、大韓民国海軍のフリゲート。蔚山級フリゲートの3番艦。艦名は忠清南道に由来する。

## 艦歴
1987年には、「ソウル」とともに国産艦艇として初めて巡航訓練に投入された。1991年には「済州」とともに韓国海軍艦艇で初めてスエズ運河を通過、その翌年には「馬山」とともに韓国海軍初の世界一周航海を行った。
1998年、環太平洋合同演習に参加。
他には戦備態勢最優秀艦、最優秀砲術艦などの受賞歴を保有しており、1997年5月23日には、海軍海上指揮官会議で海軍艦艇の基準を意味する「ベンチマークシップ」の称号を受けている。